# Upplands Väsby
Upplands Väsby è una cittadina (tätort) della Svezia centrale, situata nella contea di Stoccolma; è il capoluogo amministrativo della municipalità omonima.